# Alvaradoia numerica
Alvaradoia numerica là một loài bướm đêm trong họ Noctuidae.